# Simplygon Studios
Simplygon Studios es una empresa sueca con sede en Linköping, conocida por desarrollar el  programa Simplygon un software de diseño que permite al desarrollador diseñar modelos en 3D, con el fin de ser utilizados en comerciales, películas o en videojuegos.

## Historia
La empresa sueca fue fundada en el año 2006 con el nombre de Donya Labs en Linköping. Donya Labs desarrolla Simplygon con la visión de optimizar los modelos en 3D, permitiendo al desarrollador (especialmente de videojuegos) diseñar de manera sencilla con el fin de realizar buenos juegos. En enero del año 2017, Simplygon fue adquirido por Microsoft.

## Simplygon (software)
El programa Simplygon es un software que genera Gráficos 3D por computadora para la optimización automática en 3D, basado en métodos patentados para crear el nivel de detalle (LOD) a través de la reducción de malla Polygon y otras técnicas de optimización. 
Desde el lanzamiento de Simplygon, El producto se implementó como una licencia, siendo utilizada por un gran número de estudios de videojuegos AAA para múltiples plataformas.
Los algoritmos de Simplygon están diseñados para optimizar también diferentes tipos de formularios de entrada, y una serie de proyectos de visualización. Fuera de los juegos, actualmente están implementando esta tecnología en áreas como en la arquitectura, en el CAD 3D, en el escaneo 3D, en webs 3D y en la impresión 3D.

## Tecnología
La tecnología de procesamiento de optimización de Simplygon son:

### Reducción
Un proceso de reducción reduce la cantidad de datos al tiempo que conserva todos los datos de vértices originales relevantes.

### Remeshing
Un proceso de remeshing genera una nueva malla de reemplazo, a menudo utilizada para reemplazar un grupo de objetos con un llamado objeto proxy.

### Agregación
Un proceso de agregación combina toda la geometría y los materiales de una escena en un solo objeto.

### Impostor
Un modelo impostor mapea todos los detalles geométricos como texturas y se puede usar si un modelo se verá desde una distancia y una cierta dirección.

### Malla de oclusión
Un proceso de malla de oclusión genera una geometría basada en la silueta que elimina las características internas y las concavidades.

## Proceso de integración

### API / SDK
Simplygon está disponible como API con una interfaz interoperable en formato 3D que permite la integración con cualquier formato abierto o propietario en Windows. El formato común FBX también está disponible. Simplygon SDK proporciona las bibliotecas API y las herramientas de desarrollo que permiten la integración personalizada de Simplygon.
Enchufar
Simplygon está disponible como complemento para las siguientes herramientas de creación de contenido digital:
- Autodesk 3ds Max
- Autodesk Maya

### Uso en motores gráficos
La integración de Simplygon está disponible para los siguientes motores de juegos:
- Unreal Engine
- Unity (disponible como software de servicio).

### Aplicación de escritorio
La aplicación de escritorio Simplygon es compatible con FBX, OBJ, STL y el formato nativo de Simplygon SSF.

### Servicio en línea
Simplygon Cloud se puede utilizar para optimizar cualquier modelo 3D. Está disponible para uso no comercial. La versión gratuita es para uso personal y la versión básica está disponible para empresas independientes.